# Johann Christian Bach
Johann Christian Bach (Lipcse, 1735. szeptember 5. – London, 1782. január 1.) német koraklasszicista zeneszerző, Johann Sebastian Bach tizenegyedik gyermeke. Sokszor említik Londoni vagy Milánói Bachként is.

## Élete

### Itáliai évek
Johann Christian Bach 1735. szeptember 5-én látta meg a napvilágot Lipcsében. Johann Sebastian Bach és Anna Magdalena tizenhárom gyereke közül ő volt a legfiatalabb fiú. iskoláztatásáról semmi biztosat nem tudunk, de elképzelhető, hogy unokatestvére, Johann Elias Bach (aki 1738–1743 között a családdal élt) részt vett a tanításában. Billentyűs játékra és zeneelméletre valószínűleg apja kezdte el oktatni 1743-tól vagy 1744-től.
1750-ben, apja halála után, Johann Christian tekintélyes részt kapott az örökségből (többek között három csembalót), majd féltestvéréhez, Carl Philipp Emanuelhez költözött Berlinbe. Bátyjától zeneszerzést és billentyűsjátékot tanult. Négy évvel később Itáliába utazott. Elképzelhető, hogy ebben szerepet játszott egy olasz operaénekesnő iránti szerelme is. Itt töltött első éveiről nem sokat lehet tudni, de először valószínűleg Bolognába ment, ahol Padre Amartini adott neki zenei leckéket. Levelei alapján ezután Nápolyba, majd Milánóba utazott, ahol sikerült pártfogóra szert tennie Agostino Litta gróf személyében.
Ez a két ismeretség elindította egyházzenei karrierjét. 1757-ben katolizált, majd 1760-tól a milánói katedrális orgonistája volt. Ekként nem kellett komponálnia, etályt keletkezett liturgikus műveit kinevezése előtt írta. Kötelezettségeit azonban nem látta el olyan lelkiismeretesen, ahogy azt Litta gróf elvárta volna. 1761-ben például elég sokat volt távol Milánótól.
Pályája az 1760-as években terelődött az operakomponálás felé: a torinói Teatro Regio felkérte egy színpadi mű komponálására, ennek ő az Artaserse című operával tett eleget, , amelyet 1760. december 26-án mutattak be Torinóban. Ezután a nápolyi operától kapott megrendelést: III. Károly spanyol király névnapjának megünneplésére kellett operát írnia. Megírta hát a Catona in Utica című, második operáját, amelyet 1761. november 4-én mutattak be, a Teatro di San Carlo színházban, majd 1764-ben ugyanott felújították. Ez a darab lett aztán Bach legsikeresebb operája, amelyet később valamennyi ismert olasz dalszínház műsorra tűzött.
Nápolyi tartózkodása idején Johann Christian gyengéd érzelmeket táplált Colomba Beccari balett-táncosnő iránt, akivel először Torinóban találkozott. A Catone sikere, illetve az, hogy Johann Adolph Hasse nem kapott engedélyt, hogy Bécsből Itáliába utazzon, hozta meg számára a következő operamegbízást: a spanyol király születésnapi ünnepségére kellett zenés darabot írnia. Az Alessandro nell’Indie bemutatója 1762. január 20-án volt. Az újabb siker láttán a San Carlo igazgatósága szerződtetni akarta Bachot a következő évadra is, de a zeneszerző ekkor már Velencéből és Londonból is kapott ajánlatot. Végül 1762 májusában egyéves szabadságot kért a milánói katedrális vezetőségéről, hogy a londoni King’s Theatre felkérésének eleget tudjon tenni. A színház két operát rendelt tőle.

### Az első londoni évek
A londoni operaházakat üzleti megfontolások alapján igazgatták, ez is szerepet játszott abban, hogy Johann Christian eleinte csak pasticciók előadásával foglalkozhatott. Első London számára írt operájának bemutatóját késleltethette az is, hogy a zeneszerző nem bízott az énekesek felkészültségében. Így azt a két operát, amelyre leszerződtették, csak 1763-ban mutatták be: az elsőt február 9-én Oriono, a másodikat május 7-én Zanaida címmel. A darabok számottevő sikereket arattak, de az opera vezetősége hamarosan kicserélődött, és az újonnan kinevezett igazgatók közül az egyik igyekezett eltávolítani lehetséges riválisait a színházból. Különösen a nem olaszokkal szemben viselkedett ellenségesen, így Johann Christian szerződését sem hosszabbították meg és Nápolyba is visszahívták, de mivel tevékenysége nem korlátozódott csupán a King’s Theatre-re, végül mégis úgy döntött, hogy Londonban marad.
1763 márciusában op. 1-es concertóit Charlotte királynénak ajánlotta, aki német születésű volt. Ez bizonyítja, hogy igen hamar szert tett a királyi család pártfogására is. Még az év december 15-én elnyerte művei közzétételének privilégiumát. Első londoni évei alatt a King’s Theatre igazgatójánál, Colomba Matteinél szállt meg. Miután Colomba visszatért Itáliába, Bach Carl Friedrich Abel zeneszerzőnél és gambajátékosnál talált szállást, aki 1758 óta élt Londonban. Barátságuk valószínűleg visszanyúlt a lipcsei évekre, és később meghatározó tényezővé vált az angol főváros hangversenytermeiben.
1764. február 29-én rendezték meg első közös hangversenyüket a Spring Gardens-beli Great Roomban. Két hónappal később érkezett Londonba és 1765 júliusáig ottmaradt a nyolc esztendős Wolfgang Amadeus Mozart. Közeli kapcsolatuk révén a  csodagyerek zeneszerzőként is Bach hatása alá került. Valószínűleg nem volt közöttük hagyományos mester-tanítvány viszony, de Johann Christian zenéje és személyisége elnyerte Mozart tetszését.

### Sikerek és kudarcok
1764-ben ismét lecserélődött a King’s Theatre vezetősége, s ennek eredményeképpen a színház újból igényt tartott Bach szolgálataira. A zeneszerző hozzájárult szerzeményeivel a szezonnyitó előadáshoz, majd január 26-án megtartották következő operájának, az Adriano in Siriának bemutatóját. Az opera megbukott, de a külön kiadásban megjelent énekszámok később szép sikert arattak.
Három nappal korábban került sor Bach és Abel szervezésében és segédletével annak a bérleti sorozatnak az első hangversenyére, amelyet a Soho Square-i Carlisle House-ban Teresa Carnelys szervezett. Az első évben tíz koncertet adtak. Ez a szám 1766-ban tizenötre emelkedett, és annyi is maradt egészen 1781-ig, amikor már csak tizenkét hangversenyük volt. Ezeken az estéken Bach és Abel felváltva vezényeltek, többek között Johann Christian műveit is. A hangversenysorozat otthona három évig a Carlisle House maradt. Aztán 1768-ban a két zeneszerző teljesen átvette az események igazgatását, és ekkor átköltöztek az Lamack’s Assembly Roomsba. Egészen 1774-ig tartották itt zenés estjeiket.
Még 1765 januárjában sor került a Covent Gardenben, a The Maid of the Mill című ballad opera bemutatására, amelynek két betétszámát Bach írta. ez az előadás jóval nagyobb közönséggel ismertette meg művészetét, mint a King’s Theatre –ben vagy a nemesek zenei estjein lezajló bemutatók. A következő évben négy kötetnyi dalt komponált Weichsell asszony Vauxhall Gardens-beli koncertjére, amely szintén szélesebb hallgatósággal ismertette meg műveit.
1766-ban Londonba érkezett Cecilia Grassi szopránénekesnő, hogy egy évadot a King’s Theatre énekeseként működjön. 1767. február 14-én mutatták be Bach következő operáját Carattaco címen, de Grassi rossz egészségi állapota miatt nem énekelhetett az előadáson. A siker elhanyagolható volt. A közönség jobban vevő volt Piccinni vígoperáira. Január 31-én a négyesztendős walesi herceg először látogatott színházba. Ennek tiszteletére mutatták be a Covent Gardenben Johann Christian, a The Fairy Favour című gyerekoperáját.
Eközben a zeneszerző mindig készségesen támogatta kollégáit jutalomhangversenyeiken való részvételével. 1769 őszén Grassi visszatért Londonba. Bach ekkor Gluck Orfeusz és Euridiké című operájának londoni premierjén segédkezett, pontosabban a zenei anyagot egészítette ki úgy, hogy az egész estés legyen. Az átdolgozás eredményeképpen a darab nagy közönségsikert aratott, sőt 1774-ben Nápolyban is ezt a változatot vitték színre.
1770-ben, a böjti időszakban csütörtöki napokon, valamint húsvét hetében Johann Christian oratórium előadásokat rendezett a King’s Theatre-ben. Összesen három alkalommal került sor az üzleti szempontból nem túl sikeres oratórium-előadásokra, betegsége miatt az első estén Grassi nem tudott fellépni. A március 22-ei előadáson a királynő parancsára, Bach a szünetben egy orgonaversenyt játszott. A közönség azonban kipisszegte a Händelétől eltérő játékát. Ez nagy megaláztatás volt számára. A böjt idején tartott utolsó oratóriumest után Bach feladta ezt a kezdeményezést.

### Mannheim és London között
1771-ben Londonba látogatott a mannheimi választófejedelmi zenekar fuvolása, Johann Baptist Wendling. Londoni tartózkodásának első szakaszában Bach és Abel lakásában kapott szállást, majd 1772-ben Bachhal együtt átköltözött annak új otthonába. A következő évben a zeneszerző, valószínűleg a Wendlinggel folytatott együttműködése következtében, megbízást kapott Mannheimből, a választófejedelem névnapi ünnepségeire komponálandó opera ügyében.
A megbízást elfogadta, és augusztusban vagy szeptemberben Mannheimba utazott, ahol a Wendling házaspár vendégszeretetét élvezte. Operájának ősbemutatója november 4-én zajlott le. A Temistoclé olyan nagy sikert aratott, hogy a darabot már a következő évadban felújították, valamint meghívták a zeneszerzőt, hogy térjen vissza és írjon újabb operákat a város számára. Ez az új opera lett a Lucio Silla, amelynek bemutatójára 1773. november 4-én került sor, mérsékeltebb sikerrel. Később Mozart átnézte a partitúrát, és igen nagyra értékelte.
Közben Bach folytatta szokásos londoni tevékenységeit is: zenei leckéket adott a királynénak és gyerekeinek, kísérte a király fuvolajátékát, valamint hozzájárult a királynő esti szórakoztatásához is kamarazenéjével. 1773 nyarán Cecilia Grassival Angliai nyugati részébe látogattak. Részt vettek a Salisbury-i Zenei Fesztiválon, 1776-ban pedig Blandfordba látogattak. Ceciliával nem sokkal 1773-as utazásuk előtt köthettek házasságot.
1776-tól a Bach-Abel hangversenyek népszerűsége rohamosan csökkenni kezdett. Bach kollégái jutalomhangversenyein továbbra is fellépett. 1778-ban felújították az Orionét, majd a következő évadban újabb operával állt elő a zeneszerző. A La clemenza de Scipio premierjére 1778. április 4-én került sor.

### Az utolsó évek
Mire 1778-ban a párizsi Academie Royale de Musique opera komponálására kérte a zeneszerzőt, akkor már egy évtizede játszották és publikálták műveit a francia fővárosban. A zeneszerző augusztusban el is látogatott Párizsba, hogy meghallgassa a közreműködő énekeseket. Ekkor találkozott ismét Mozarttal. Új operáját azonban Londonban írta meg Amadis de Gaule címmel. A premierre 1779. december 14-én került sor, Johann Christian pedig augusztusban utazott vissza Párizsba. A darab nem aratott sikert. A kritika erősen bírálta, amiért Bach Quinault egy régi, Lully számára írt librettóját zenésítette meg, és a Gluck-Piccinni viszály idején egyik párt tetszését sem igazán nyerte meg. Három előadás után a szerző átdolgozta művét, amel ezután még négy előadást ért meg.
Bach visszatért Londonba, és bár ezután is többször feltűnt a neve a King’s Theatre évadjának hirdetésein, soha többé nem komponált a színház számára. A Bach-Abel estek iránt is tovább csökkent az érdeklődés, de Johann Christian még így is kiemelkedő helyet foglalt el London nyilvános zenei életében. Közben a vezető operakomponista Sacchini lett Londonban, Bach pedagógia tevékenységét pedig aláásta J. S. Schroeter zongorista és zeneszerző, akit eleinte Johann Christian nagylelkűen segített.
A zeneszerző egészsége 1781-ben kezdett romlani, ezért levegőváltozás végett Paddingtonba költözött. Novemberben elkészítette  végrendeletét (mindent a feleségére hagyott). 1782. január 1-jén meghalt. Január 6-án temették el a St. Pancras-templom temetőjében. Felesége a királyné segítségével 1782-ben visszatért Itáliába. A zeneszerző jelentős adósságot hagyott hátra, amit végül sem a felesége, sem Abel nem tudott visszafizetni teljes egészében. Mozart nagy veszteségnek tartotta barátja halálát, de az újdonságokra váró londoni közönségnek fel sem tűnt.

## Munkássága

### Operái
Olasz operakomponistaként hagyománytisztelő volt, és előnyben részesítette korának pillanatnyi divatját. Mind a tíz olasz nyelven írt operája a Metastasio-féle opera seriához idomult. A legtöbb újítást első operájában, az Artasersében eszközölte. Bach zenéjében is sok az ária, de azok formái távolodni látszanak a da capo típusoktól. Korai sikerei minden bizonnyal dallam-invenciójának köszönhetők.
A londoni közönségnek szánt első művében, az Orionében, elfordult az opera seriától. A téma alkalmat adott fontos kórusrészletek beiktatására. A zenekar is nagyobb szerepet kapott a korábbinál, az angolkürtök és a klarinétok újdonság számba menő alkalmazásával. Ebben a műben már kevés a da capo ária. A Carattaco nagyszabású kórus jeleneteivel sok hasonlóságot mutatott az Oriontével.
A Temistocle a zeneszerző legpompásabb operája, hihetetlenül nehéz énekszólamokkal és példátlanul gazdag zenekari kísérettel. Ugyanakkor ebben a művében Bach sok tekintetben visszatért a opera seria műfajához: csaknem valamennyi ária da capo formájú, és a kórus jelentéktelen szerepet kapott. A Lucio Silla már lényegesen kevesebb da capo áriát tartalmaz és nagyobb feladat jut benne a kórusnak, de ugyanakkor mindez azt eredményezi, hogy kisebb formátumú is, talán ennek köszönhetően maradt el a nagy közönségsiker. A La clemenza di Scipione szintén a Metastasio-féle opera seria kései változatát képviseli, de capo áriák nélkül. Az eredeti szövegkönyv cselekménye le lett egyszerűsítve, a dialógusok szegényesek lettek. A kórusnak viszont drámai funkció jutott, az áriák közül szinte valamennyi rövid.
Az Amadis de Gaule-ban a szerző minden esetben zenekarkíséretes recitativókat alkalmazott. A zenekart nagy képzelőerővel használta, a kóruszene is lenyűgöző, minőségében és mennyiségében is. De a francia részek és az olaszos stílus közti kompromisszum olykor elég sután hat, és valószínűleg nem tetszett a közönségnek a megszokott olasz stílusú áriák hiánya sem. Egyébként jelenleg ez az egyetlen Johann Chrsitian Bach-opera, amely hozzáférhető CD-n.

### Egyházzene és oratóriumok
Johann Christian szinte valamennyi egyházi művét Itáliában írta. Ezek két szóló kantáta kivételével mind liturgikus szövegeket dolgoznak fel, zenekari kísérettel. A darabok a kor különböző Itáliában működő szerzőinek stílusát képviselik. Legkonzervatívabb vonásuk a kóruskezelés. Három, 1757-ben keletkezett darab is a Palestrina-stílust követi. Kórusfúgái Fux és Martini hagyományos 18. századi stílusát követik és többnyire a hosszabb művek zárótételeiben fordulnak elő. A katolikus egyházzene követelményeinek megfelelően Bach valamennyi egyházi darabja tételekre oszlik. Köztük többet két vagy három szólóhangra írt, de szólisták szerepeltetése esetén mindenképpen uralkodóak az egy szólistát megszólaltató tételek. Az 1757–58-ban keletkezett darabok az egyszerű kamara-duett stílust képviselik. De ezek kivételével szinte a zeneszerző minden szólótétele egy énekhangra készült. Ezek a tételek a fiatal zeneszerzőt egy találékony, a szöveg hangulatára érzékenyen reagáló komponistának mutatják.
Johann Christian egyetlen oratóriuma, a Gioas, rè di Giuda, kísérlet volt az olasz oratórium és az angol tradíció ötvözésére. A darab szólószámai az olasz oratórium hagyományos opera stílusát követik. A kórustételek esetében Bach erősen támaszkodik egyházzenei stílusára, három esetben korábbi egyházzenei tételeit dolgozta bele oratóriumába.

### Zenekari művei
Johann Christian idejében alig volt különbség az opera nyitány és a szimfónia között. Mindkettő három részből áll: gyors-lassú-gyors. Bach sohasem vette át a mannheimi iskola négytételes formáját, de az 1765-ben publikált Six simphonies op. 3 címen komponált gyűjteménye világossá teszi, hogy felismerte a koncertszimfónia és az operanyitány közti műfajbeli különbséget. Még felismerhető a darabok opera-sinfonia eredete, de az öt évvel későbbi Six simphonies op. 6–ban már felismerhető a világosan kialakult szonátaforma. Mindkét gyűjtemény darabjai három tételesek, jellemző rájuk a gáláns hangvétel és a kellemes dallamosság. Nagyobb tematikai változatosság figyelhető meg bennük, mint az operanyitányokban. A nyitányok dallam-basszus szövetét is felváltotta a szimfónia teltebb zenei szövete és a tematikus feldolgozás fokozottabb alkalmazása. Az op. 6-os, majd később az op. 8-as gyűjtemény darabjai már nagyobb szabásúak és komolyabb hangvételűek.
Egyébként Johann Christian számos vegyes zenekari darabot publikált, hol szimfóniának, hol nyitánynak tervezve őket. A tisztán zenekari nyitányai közül kétségtelenül az 1781-ben publikált Six Grand Ouvertures op. 18 viszi el a pálmát.
A zeneszerző az 1770-es években kezdett el sinfonia concertantékat írni. Ezekben a szólóhangszerek száma kettőtől kilencig változik, a zenekarban pedig minden esetben legalább két pár fúvós hangszer szerepel. A darabok általában háromtételesek, csak körülbelül egyharmaduk kéttételes, eleget téve a rokokó zenei sajátosságainak. A stílusuk könnyed, legsikerültebbek a legolaszosabb darabok, négynél nem több szólóhangszerrel.
Johann Christian egy fuvolaversenyt, egy csellóversenyt, két oboa- és két fagottversenyt írt, de ezenkívül csak billentyűs hangszerekre írt versenyműveket. A Londonban 1763-ban, a királynő tiszteletére megjelentetett versenymű sorozat új útra terelte az angol concerto fejlődését. Bennük a klasszikus versenymű szonáta formának már minden jellegzetessége felismerhető.

### Billentyűs éskamarazenéje
A zeneszerző egész pályafutása alatt játszott és tanított billentyűs hangszereken. Ezt hangszeres zenéje is tükrözi. Publikált billentyűs darabjainak jelentős része tanítványainak és más amatőr előadóknak az igényeit elégítette ki. Különösen igaz ez kíséretes szonátáira: ezek a darabok is mindig kellőképpen kimunkáltak, de terjedelmükben és eszköztárukban szerények. Mindkét billentyűs szonátákból álló gyűjteménye könnyű darabbal indul. Feltehetően így akarta a kevésbé képzett előadókat a kiadványok megvásárlására rábírni. A darabok többségét csembalóra vagy fortepianóra szánta, de egyes művek kifejezetten csembalóra készültek. A darabok általában kéttételesek és a gáláns stílust tükrözik. A háromtételes művek zeneileg és technikailag is igényesebbek.
Legkorábbi kamarazenéje egy hat trióból álló sorozat volt, amely 1763-ban Londonban jelent meg. Érződik rajtuk a barokk triószonáták hatása, de mindegyik a gáláns, kéttételes formát követi. A szerző kvartettjeinek szinte mindegyikében szerepel egy-két fuvola vagy vonós hangszer. A darabokban nem lehet kimutatni a mannheimi hatást, a hangszerelésük egyedülálló a korszakban. Az op. 11-es kvintettek esetében már felesleges a basso continuo.